# Gugan
Gugan (farsi گوگان) è una città dello shahrestān di Azar Shahr nell'Azarbaijan orientale. 